# 霍羅比奇
52°1′27″N 31°30′44″E / 52.02417°N 31.51222°E
霍羅比奇（烏克蘭語：Хоробичі）是位於烏克蘭北部切爾尼希夫州裏切爾尼希夫區的村莊，始建於1153年，面積0.47平方公里，海拔高度156米，2023年人口402，人口密度每平方公里133.6人。